# Reflex
Reflex er en dansk dokumentarfilm fra 1978 instrueret af Werner Hedman efter manuskript af Børge Mariager.

## Handling
Opfordring til at huske og bruge refleksbrikken.

## Medvirkende
- Benny Nielsen
- Doris Lund
- John Duurloo